# Atelierul de ceramică Colibaba
Atelierul de ceramică Colibaba este un vechi atelier din Rădăuți (județul Suceava, România) în care se produce ceramică în stilul zonei (Rădăuți, Kuty și Marginea), dar se încearcă și o tratare modernă a unor vechi motive preistorice (în special ceramică pictată de Cucuteni).  El se află pe strada Lungă (azi strada Constantin Colibaba) nr. 9. 
Gospodăria - atelier a olarului Constantin Colibaba a fost inclusă în Lista monumentelor istorice din județul Suceava, elaborată în anul 2004, având codul  SV-II-s-B-05609.  Conform listei sus-menționate, atelierul datează din anul 1875.

## Istoric
Familia Colibaba este una cu o lungă tradiție în producerea de ceramică. Meșteșugul olăritului a fost transmis din generație în generație de aproape 200 de ani.  Pe la începutul secolului al XIX-lea, Vasile Colibaba s-a apucat de mesteșugul ceramicii, punând bazele uneia dintre cele mai longevive familii de meșteri ceramiști populari. Meșteșugul a fost preluat de fiul său, Ioan, care l-a învățat apoi pe fiul său, Constantin. 
Primul olar de mare valoare din cadrul familiei a fost meșterul Constantin Colibaba (1900-1975). El a dat un nou impuls meșteșugului ceramicii tradiționale, preluând diferite motive (spirala, cercul, lacrima, punctul, steaua) din arta populară și revitalizându-le cu originalitate în piese inedite. 
Meșterul olar Constantin Colibaba a lăsat moștenire meșteșugul olăritului nepoților săi, Florin (n. 1956, emigrat după 2000 în Germania) și Marcel Colibaba (1956-2009). Aceștia au lucrat de copii cu bunicul lor, care i-a învățat toate secretele olăritului. La moartea sa, Constantin Colibaba le-a cerut copiilor să nu părăsească tradiția și ceramica în vecii vecilor, după cum a povestit Florin Colibaba.  După cum afirmă meșterul olar Florin Colibaba, diferența între ceramica tradițională sgrafitată de Kuty și ceramica de Rădăuți „constă în culori. Ceramica de Kuty este pictată în alb, verde, galben și maroniu, adică cele patru anotimpuri, în timp ce la ceramica de Rădăuți fondul este verde și este folosit maroul“. 
Florin și Marcel Colibaba au lucrat în ateliere separate. Cei doi veri au dus meșteșugul mai departe dezvoltând două ateliere de valoare în municipiul Rădăuți. Florin Colibaba a creat motive noi, călătorind la târguri de profil din străinătate unde a obținut mai multe premii. Atelierul său se află în incinta Muzeului Etnografic din Rădăuți. Verișorul său, Marcel Colibaba, a creat ceramică după modelul bunicului, participând doar la Târgul Olarilor din Rădăuți.  O altă ceramistă din familia Colibaba a fost Olimpia (1959-1999), care se specializase în pictatul icoanelor pe sticlă, lucrând și ouă în foiță de aur. În cadrul Fundației "Constantin Colibaba", ea a inițiat 20 de copii în arta olăritului. A murit la numai 40 de ani, în urma unei boli necruțătoare.  
Valoarea meșterilor olari din familia Colibaba a fost recunoscută pe plan internațional. În momentul de față există o expoziție permanentă în atelierul lui Florin Colibaba.

## Premii obținute de ceramica meșterilor Colibaba
Meșterii din familia Colibaba (în special Florin Colibaba) au participat la numeroase târguri naționale și internaționale, obținând multe premii, printre care: 
- Târgul Olarilor de la Sibiu - Premiul I (din 1985 și până în 1990)
- Târgul Olarilor "Cucuteni 5000" de la Iași - Marele Premiu (1985, 1987, 1988), Premiul I (1984), Premiul II (1983, 1986), Premiul Universității "Al. I. Cuza" (1989, 1990)
- Târgul Olarilor "Ochiul de Păun" de la Rădăuți - Marele Premiu (1985, 1989, 1990), Premiul I (1983,1984, 1986, 1987, 1988, 1991)
- Premiul pentru artă naivă obținut la un târg din Suedia (1978)

De asemenea, Florin Colibaba a participat la târguri internaționale în China, Coreea, Franța, Germania, Japonia, Mongolia, SUA, Suedia și Vietnam. Printre acestea, este de menționat participarea la două târguri din Germania (Diessen și Frechen), la două târguri din Franța (Sain-Guilhemes le Desert și Baillargues) și la Festivalul Smithsonian Folklife de la Washington DC (SUA) (1999), ca membru în delegația României.